# 이소라 (배구 선수)
이소라(李蘇羅, 1987년 9월 1일 - )는 대한민국의 여자 배구 선수다. 목포여자상업고등학교를 졸업하고 2005년 10월 26일 열린 2005~2006 V-리그 신인 드래프트에서 1라운드 2순위로 지명되어 GS칼텍스 배구단에 입단하였다. 그러나 과호흡 증후군과 흥국생명과의 사전 접촉설 등에 시달리며 방황했다. 결국 정신적 상처를 극복하지 못하고 이듬해 은퇴 의사를 밝혀 임의탈퇴되었다가, 2008년에 복귀하였다. 2008~2009 시즌이 끝난 후 오현미를 상대로 도로공사로 트레이드됐다. 트레이드 후 손가락 부상으로 잠시 물러나 있다가 복귀했다. 2010년 아시안 게임에 출전하였고, NH농협 2010~2011 V-리그 시즌이 끝난 후 임의탈퇴 공시됐다가 2015년 7월에 복귀했다.

## 국가대표 경력
- 2004년 아시아 청소년 배구대회 국가대표
- 2005년 월드그랜드 챔피언스컵 국가대표
- 2009년 월드그랑프리 국가대표
- 2010년 아시안 게임

## 수상
- 2010년 제16회 광저우 아시안게임 여자 배구 은메달
- 2011년 NH농협 V리그 올스타전 스파이크서브 퀸

## 참조 문서
1. ↑  이소라, 도로공사 4,5라운드 도약 기대주 - 스포츠조선
2. ↑  여자프로배구 이소라, 임의탈퇴 <연합뉴스> 2006년 7월 14일
3. ↑  <프로배구> 돌아온 이소라 "배구가 하고 싶었어요" <연합뉴스> 2008년 11월 26일
4. ↑  KT&G 지정희, GS칼텍스로 트레이드…이소라는 도로공사행 2009년 6월 1일 8:09
5. ↑  경북김천 하이패스, 이소라 재영입 - 뉴시스